# Ian Whyte (attore)
Ian Whyte (Bangor, 17 settembre 1971) è un attore, stuntman ed ex cestista britannico.

## Biografia
Nato a Bangor, nel nord del Galles, Whyte è noto per aver interpretato numerosi personaggi umanoidi di eccezionale statura, tra cui quasi tutti gli Yautja in Alien vs. Predator e Aliens vs. Predator 2 (sostituendo lo storico Kevin Peter Hall) e come controfigura Olympe Maxime (personaggio interpretato da Francis de la Tour) nei film di Harry Potter.
Per la televisione Whyte ha interpretato uno degli Estranei nella prima stagione di Il Trono di Spade; nella seconda stagione l'attore sostituisce Conan Stevens nel ruolo della "Montagna" Gregor Clegane; nella quinta e sesta interpreta invece il gigante Wun Wun.
Whyte è alto 2,16 m e pesa 120 kg.

## Filmografia

### Cinema
- Alien vs. Predator (AVP: Alien vs. Predator), regia di Paul W. S. Anderson (2004)
- Aliens vs. Predator 2 (Aliens vs. Predator: Requiem), regia di Fratelli Strause (2007)
- Solomon Kane, regia di Michael J. Bassett (2009)
- Dragonball Evolution, regia di James Wong (2009)
- Outcast (2010)
- Scontro tra titani (Clash of the Titans), regia di Louis Leterrier (2010)
- Prometheus, regia di Ridley Scott (2012)
- Don't move (2013) cortometraggio
- Harrigan (2013)
- Hercules - Il guerriero (Hercules), regia di Brett Ratner (2014)
- Blood moon (2014)
- Star Wars - Il risveglio della Forza, regia di J. J. Abrams (2015)
- The Northman, regia di Robert Eggers (2022)
- Ghostbusters - Minaccia glaciale (Ghostbusters: Frozen Empire), regia di Gil Kenan (2024)
- Werewolves, regia di Matthew Kennedy (2024)

### Televisione
- Il Trono di Spade – serie TV, 13 episodi (2011-2016)